# Kampung Pertamina
Kampung Pertamina is een bestuurslaag in het regentschap Aceh Timur van de provincie Atjeh, Indonesië. Kampung Pertamina telt 545 inwoners (volkstelling 2010).